# Kusube Yaichi
Kusube Yaichi (japanisch 楠部 彌弌 eigentlich 楠部 彌一; geboren 10. September 1897 in Kyōto; gestorben 18. Dezember 1984) war ein japanischer Töpfer.

## Leben und Wirken
Kusube Yaichi wurde 1912 Student am „Labor für Porzellan der Stadt Kyōto“ (京都市試験所, Kyōto-shi tōjiki shikenjo). 1919 gründete er zusammen mit anderen Studienabgängern die „Sekidosha“ (赤土社), also die „Vereinigung der roten Erde“. 1925 gewann er einen Preis auf der „Exposition internationale des Arts Décoratifs et industriels modernes“. Ab 1927 konnte er regelmäßig auf der jährlichen staatlichen Kunstausstellung „Teiten“ ausstellen. 1954 erhielt er den Preis der Akademie der Künste, die ihn 1962 als Mitglied aufnahm.
Zu Kusubes Schöpfungen zählen leicht farbig dekoriertes weißes Porzellan sowie dunkles Porzellanmit der von ihm entwickelten Saien-(彩埏)-Dekoration. Seine Produktion umfasst vor allem Gefäße.
1971 erhielt Kusube den Mainichi-Kunstpreis. 1972 wurde er als Person mit besonderen kulturellen Verdiensten geehrt, 1978 wurde er mit dem Kulturorden ausgezeichnet.